# 福田初次郎
福田 初次郎（ふくだ はつじろう、1866年（慶応）‐昭和14年（1939年）） は明治時代の東京の地本問屋である。

## 来歴
具足屋と号す。福田熊次郎の養子。日本橋長谷川町19番地において明治28年（1895年）ころより地本問屋を営業している。昭和14年、73歳で没す。3代目歌川豊国、楊洲周延、鏡湖、宮川春汀、池田輝方、小林清親、柳蛙の錦絵などを出版している。

## 作品
- 楊洲周延『千代田乃大奥 婚礼』 大判 明治29年（1896年）
- 楊洲周延『千代田之御表』 大判揃物 明治30年（1897年）
- 宮川春汀 『風俗通』 大判揃物 明治30年
- 3代歌川豊国 『源氏五十四帖』 錦絵折本 明治31年（1898年）
- 福田初次郎作 『全国汽車鉄道旅行案内』1冊 明治32年（1899年）
- 鏡湖 「旅順港閉塞隊廣瀬中佐奮戦ス」 大判3枚続 明治37年（1904年）
- 池田輝方 「大本帝国海軍大勝利万歳」 大判3枚続 明治37年 野田市立図書館所蔵
- 小林清親 「日露仁川口海戦大日本海軍大勝利万歳」 大判3枚続 明治37年 野田市立図書館所蔵
- 柳蛙 「日露戦争電報実記　馬賊満州鉄道ヲ破壊ス」 大判3枚続 明治37年 野田市立図書館所蔵